# Danh sách người Do Thái đoạt giải Nobel

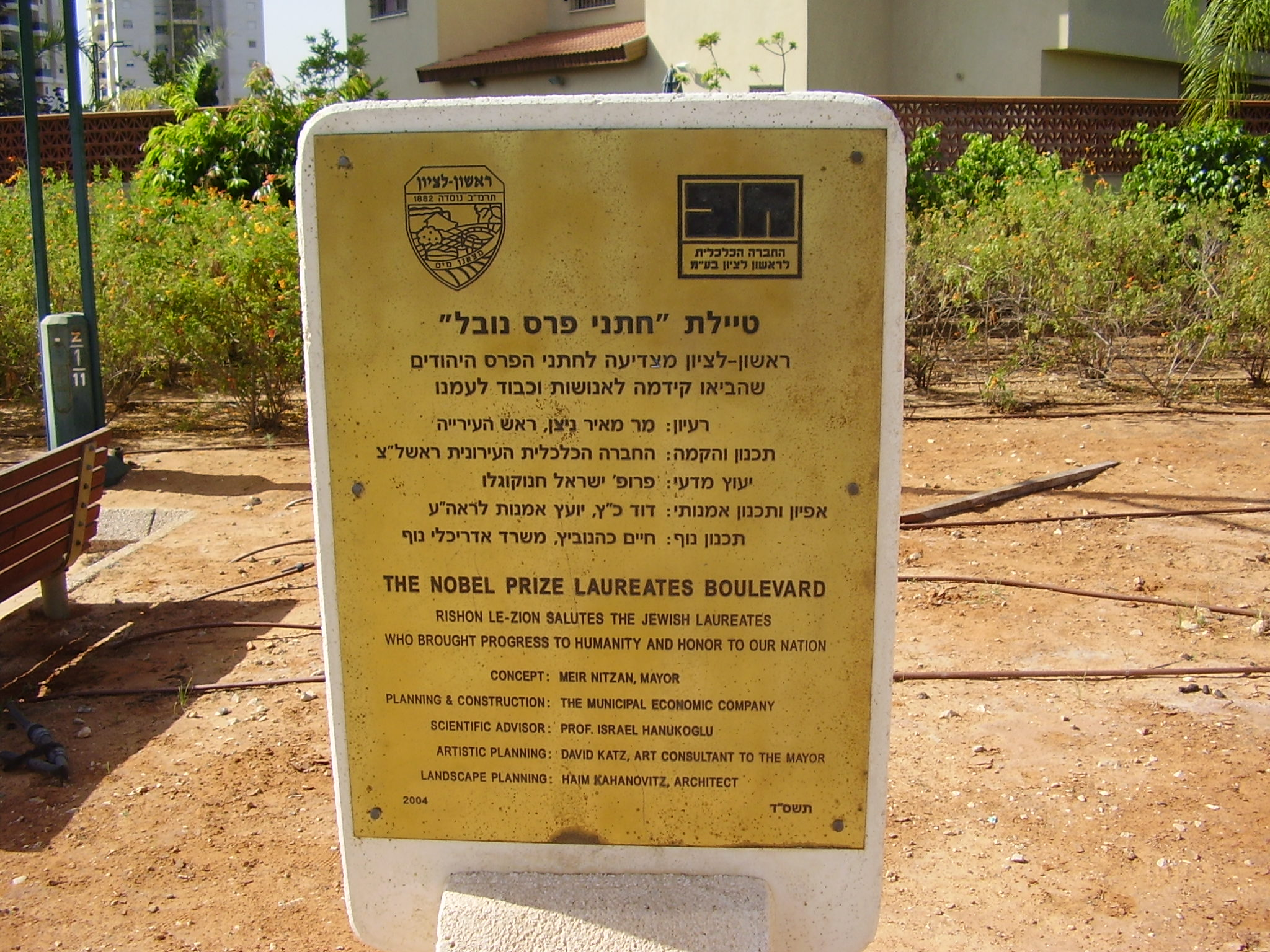
Thông tin trên bảng Nobel Boulevard ở Rishon LeZion chào đón những người Do Thái Nobel.

Giải thưởng Nobel, hay Giải Nobel Thụy Điển, số ít: Nobelpriset, Na Uy: Nobelprisen), là một tập các giải thưởng quốc tế được tổ chức trao thưởng hằng năm kể từ năm 1901 cho những cá nhân đạt thành tựu trong lĩnh vực vật lý, hoá học, y học, văn học, kinh tế và hòa bình; đặc biệt là giải hoà bình có thể được trao cho tổ chức hay cho cá nhân. Vào năm 1968, Ngân hàng Thụy Điển đưa thêm vào một giải về lĩnh vực khoa học kinh tế, theo di chúc của nhà phát minh người Thụy Điển Alfred Nobel năm 1895. Các giải thưởng Nobel và giải thưởng về Khoa học được trao tặng hơn 855 người. Ít nhất đã có 193 người Do Thái đoạt giải Nobel, chiếm tổng số 22% giải thưởng Nobel, mặc dù tổng dân số của người Do thái chỉ chiếm 0.2 % so với tổng dân số nhân loại.
Nhìn chung, người Do Thái đã nhận được tổng cộng 41% của tất cả các giải thưởng Nobel kinh tế, 28% tất cả các giải thưởng Nobel Y học, 26% tất cả các giải thưởng Nobel vật lý, 19% tất cả các giải thưởng Nobel hóa học, 13% tất cả các giải thưởng Nobel văn học và 9% của tất cả các giải thưởng hòa bình.

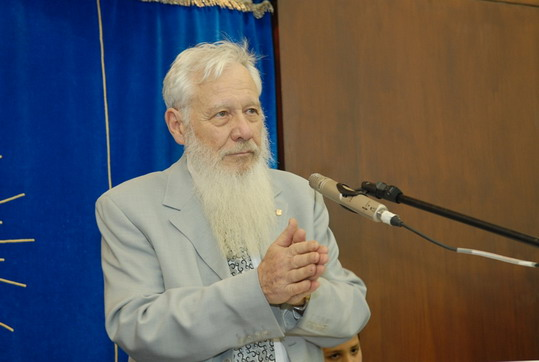
Nhà kinh tế học người do thái Robert Aumann

Người Do Thái đã nhận được giải thưởng Nobel cả sáu lĩnh vực. Người Do Thái đầu tiên, Adolf von Baeyer, đã được trao giải Nobel Hóa học năm 1905. Người Do Thái gần đây nhất được trao giải Nobel là Patrick Modiano với Nobel văn học; James Rothman và Randy Schekman với Nobel Y học; Arieh Warshel, Michael Levitt và Martin Karplus giải Nobel Hóa học; và François Englert giải Nobel Vật Lý, tất cả trong năm 2013.
Người Do Thái cao tuổi nhất từng nhận giải Nobel là Leonid Hurwicz, một Người Do Thái Ba Lan-Mỹ. Ông nhận được giải Nobel Kinh tế năm 2007 khi đã 90 tuổi.

## Ai là người Do Thái?

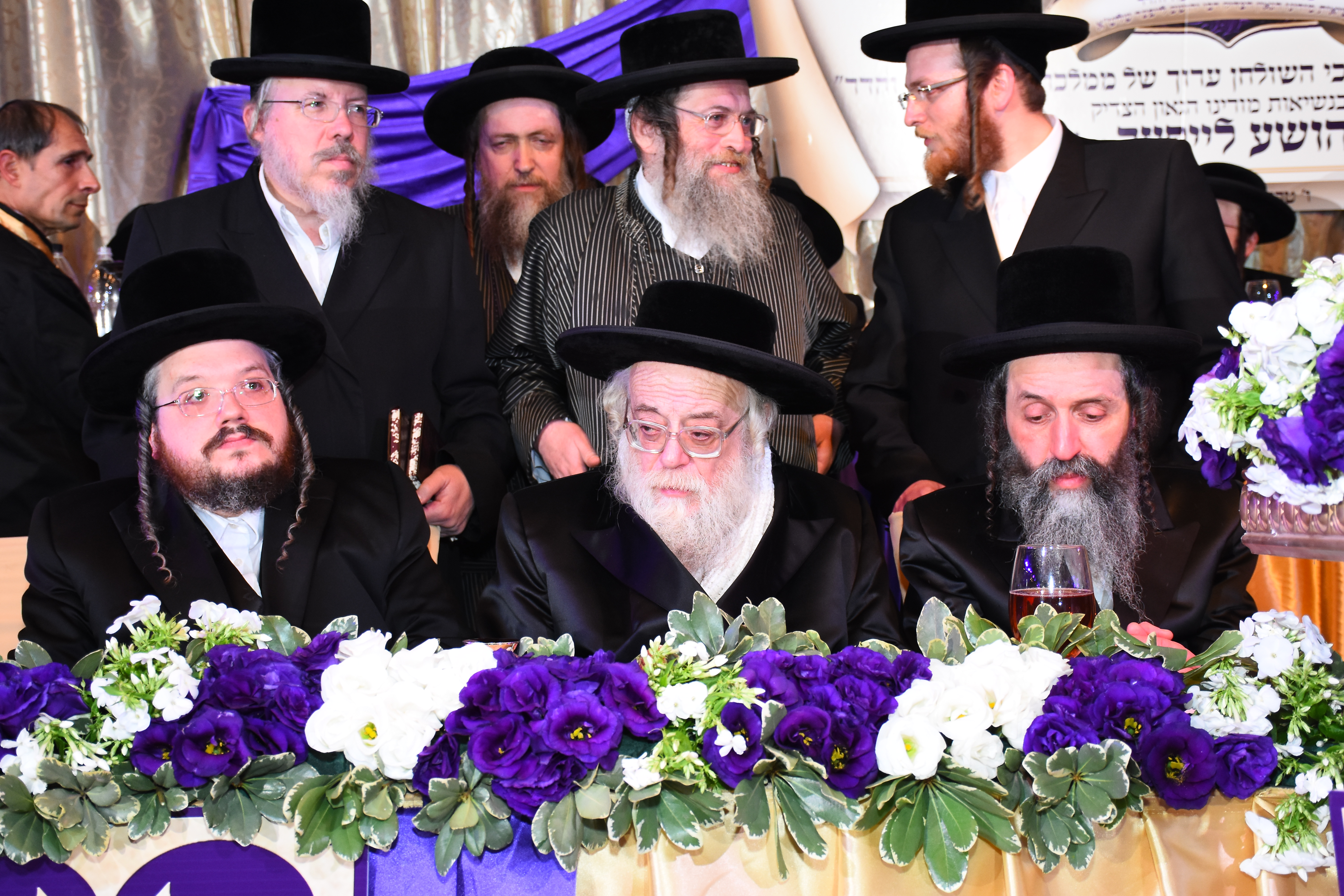
Người Do Thái mặc quần áo truyền thống tôn giáo

Do Thái giáo chia sẻ những tính chất của một dân tộc, một sắc tộc, một tôn giáo, và một nền văn hóa. Điều này làm cho định nghĩa "ai là người Do Thái" thay đổi chút ít tùy thuộc vào cách tiếp cận tôn giáo hay dân tộc để xác định.
Nói chung, trong xã hội hiện đại thế tục, người Do Thái được chia thành ba nhóm: những người sinh ra trong gia đình Do Thái không kể đến việc có theo đạo hay không, những người có tổ tiên hoặc dòng máu (đôi khi bao gồm cả những người không có nguồn gốc đúng theo mẫu hệ), những người không có tổ tiên hoặc dòng máu Do Thái nhưng đã cải đạo chuyển đổi tôn giáo sang đạo Do Thái giáo và do đó là tín đồ của tôn giáo.
Định nghĩa truyền thống lịch sử về bản sắc Do Thái dựa trên nền tảng căn bản của luật pháp đạo Do Thái giáo Halakha qua chế độ mẫu hệ, và việc cải đạo chuyển đổi tôn giáo theo luật pháp đạo Do Thái giáo Halakha.

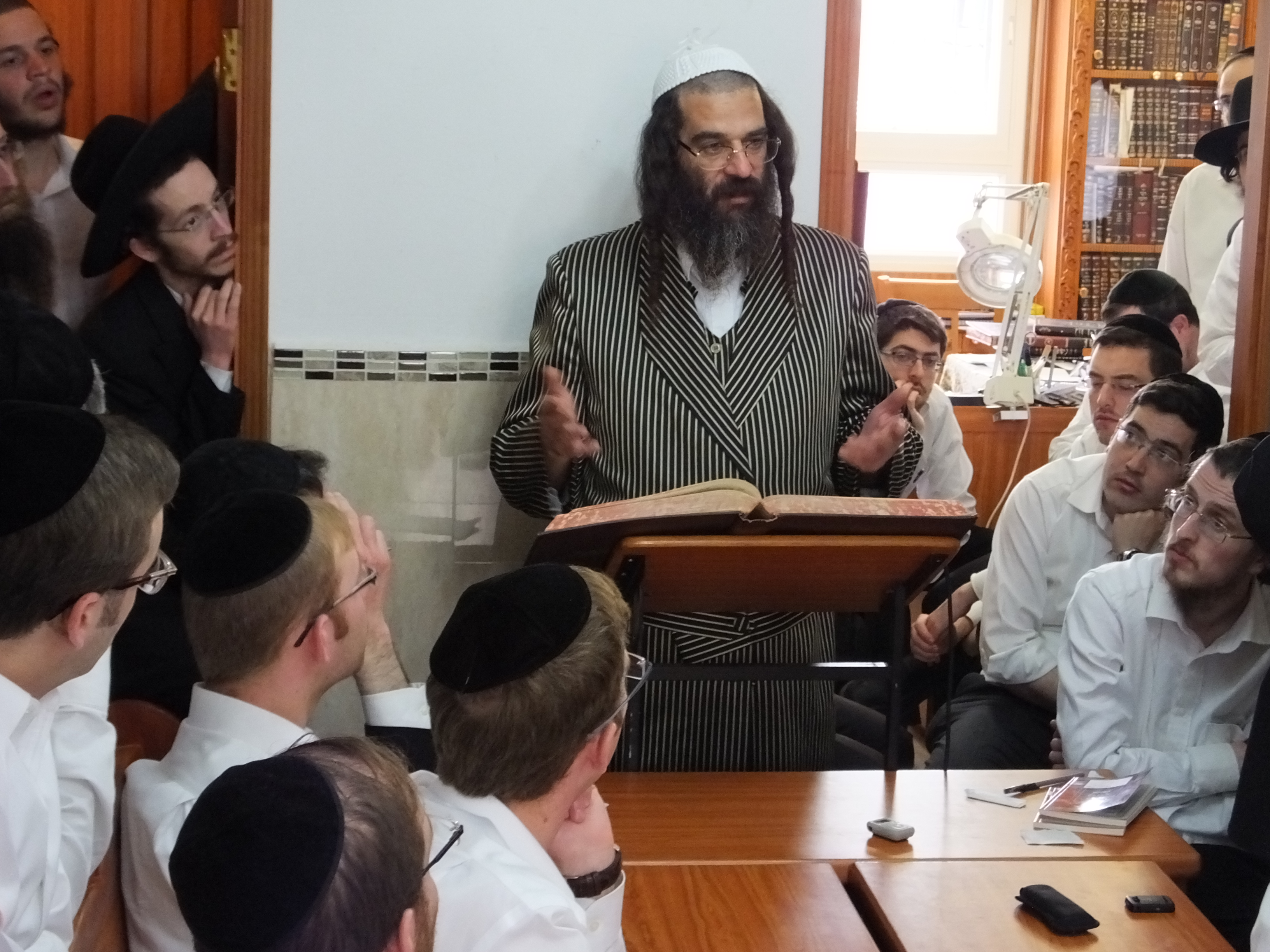
Các tín đồ người Do Thái trong một lớp học giáo lý Kinh Thánh Torah

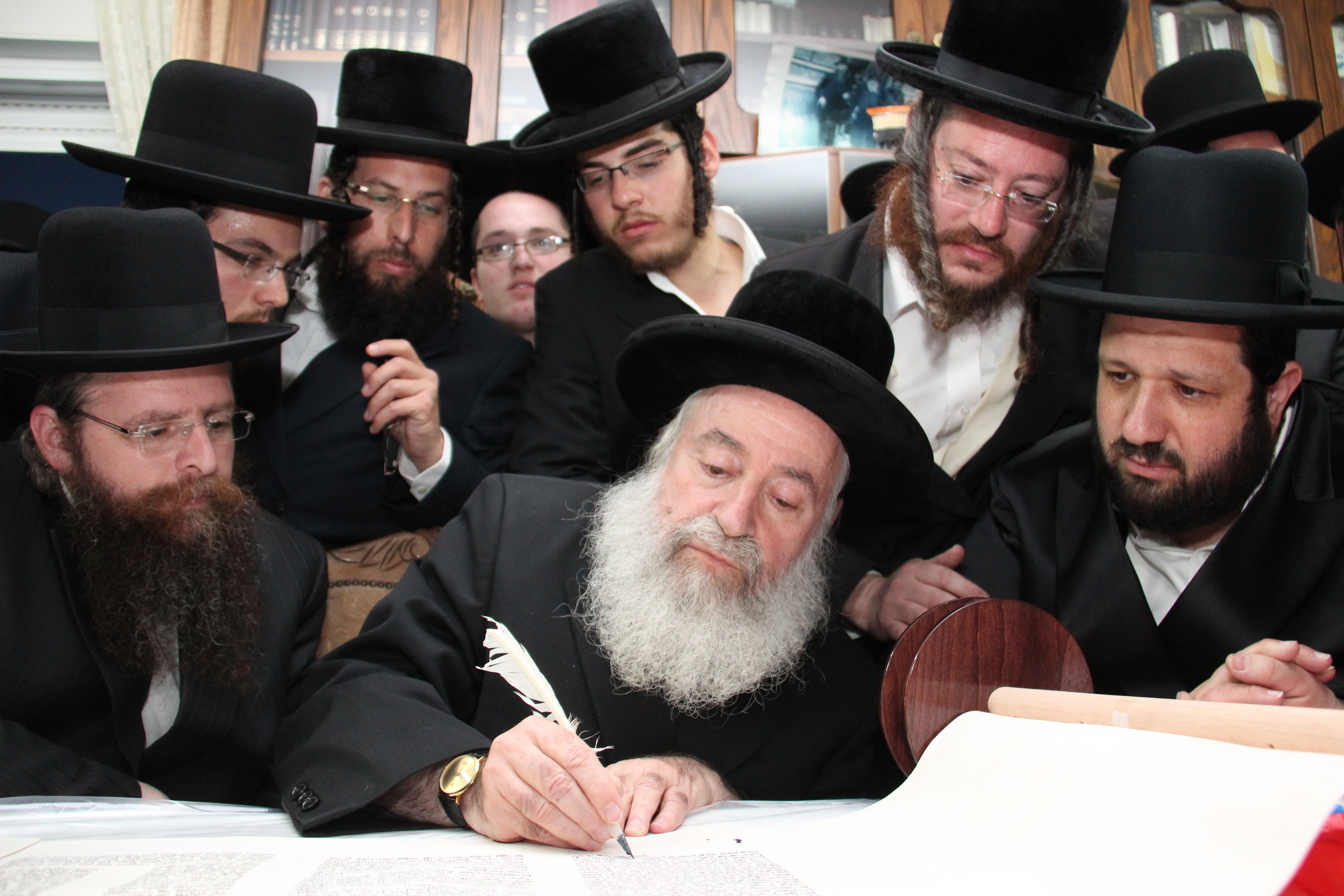
Một ông cụ người Do Thái ghi chép thánh kinh Torah

Định nghĩa lịch sử "ai là người Do Thái" trở về pháp điển hóa của Kinh Thánh Torah Khẩu Truyền vào Talmud Babylonia vào khoảng năm 200. Giải thích theo Kinh Thánh Tanakh như đoạn 7:1–5 trong sách Sách Đệ Nhị Luật, được sử dụng bởi các nhà hiền triết người Do Thái để lời cảnh báo đối chống lại việc hôn nhân khác đạo giữa người Do Thái và người Canaan bởi vì theo Sách Đệ Nhị Luật 7:1–5 có ghi chép rằng ,
| “                                       | Khi Giê-hô-va Đức Chúa Trời ngươi đã dẫn ngươi vào xứ mình sẽ nhận được, đuổi khỏi trước mặt ngươi nhiều dân tộc, là dân Hê-tít, dân Ghi-rê-ga-sít, dân A-mô-rít, dân Ca-na-an, dân Phê-rê-sít, dân Hê-vít, và dân Giê-bu-sít, tức bảy dân tộc lớn và mạnh hơn ngươi, khi Giê-hô-va Đức Chúa Trời ngươi đã phó cho các dân ấy cho, và ngươi đánh bại chúng, thì phải diệt hết chúng đi, chớ lập giao ước cùng, và cũng đừng thương xót lấy. Ngươi chớ làm sui gia với chúng, chớ gả con gái mình cho con trai họ, cũng đừng cưới con gái họ cho con trai mình, vì các dân tộc nầy sẽ dụ con trai ngươi lìa bỏ ta mà phục sự các thần khác, rồi cơn thạnh nộ của Đức Giê-hô-va nổi lên cùng ngươi, diệt ngươi cách vội vàng. Nhưng đối cùng các dân đó, các ngươi phải làm như vầy: phá những bàn thờ, đập bể những pho tượng, đánh hạ các thần A-sê-ra và đốt những hình chạm của chúng nó. | ” |
| — Phục truyền Luật lệ Ký 7:1–5 (Vi1934) | |   |

Trong Sách Lêvi 24:10 của người Do Thái có ghi chép rằng:
| “ | Có một đứa con trai, mẹ là người Y-sơ-ra-ên, và cha là người Ê-díp-tô, đi ra giữa vòng dân Y-sơ-ra-ên, đánh lộn tại nơi trại quân với một người Y-sơ-ra-ên.. | ” |

Điều này được bổ sung bởi Ezra 10: 2-3, nơi người Israel trở về từ Babylon lập Giao ước với Thiên Chúa là sẽ đuổi vợ dân ngoại và con cái dân ngoại của họ.
Trong thế kỷ đầu tiên, Babylon là nơi người Do Thái di cư đến sau cuộc chinh phục của người Babylon cũng như sau khi cuộc Khởi nghĩa Bar Kokhba kết thúc vào năm 135. Dân số người Do Thái lúc đó phát triển nhanh chóng, ước tính khoảng 1 triệu người Do Thái tăng lên khoảng 2 triệu dân Do Thái trong giai đoạn từ năm 200 đến năm 500. Sự phát triển dân số của người Do Thái là do sự tăng trưởng tự nhiên và dòng người nhập cư của người Do Thái từ nhiều vùng đất của Israel, chiếm khoảng 1/6 dân số Do Thái thế giới tại thời kỳ đó. Tại thời điểm việc cải đạo chuyển đổi tôn giáo đã chiếm một phần của sự tăng trưởng dân số của người Do Thái. Một số người cho rằng trong thế kỷ đầu tiên của kỷ nguyên Kitô giáo, ví dụ, dân số tăng hơn gấp đôi, từ bốn đến 8-10 triệu trong phạm vi của đế quốc La Mã, kết quả của một làn sóng cải đạo chuyển đổi tôn giáo.
Các nhà sử học khác tin rằng việc cải đạo chuyển đổi tôn giáo trong thời kỳ La Mã được giới hạn về số lượng và không chiếm đáng kể đến sự tăng trưởng dân số của người Do Thái, do nhiều yếu tố khác nhau như chuyển đổi bất hợp pháp của nam giới Do Thái Giáo trong thế giới La Mã từ giữa thế kỷ II. Một yếu tố khác có thể gây khó khăn trong việc cải đạo chuyển đổi tôn giáo trong thế giới La Mã là yêu cầu luật pháp đạo Do Thái Giáo Halakha về việc cắt bao quy đầu, một yêu cầu mà những nhà truyền giáo Kitô giáo đã nhanh chóng loại bỏ. Thuế dành riêng cho người Do Thái trong Đế quốc La Mã vào năm 70 cũng hạn chế sức hấp dẫn của Do Thái giáo.

## Văn học
| Năm  | Người nhận giải | Người nhận giải       | Quốc gia  | Cơ sở lý luận |
| ---- | --------------- | --------------------- | --------- | --- |
| 1910 |                 | Paul Heyse            | Đức       | "như là một cống nạp cho nghệ thuật tài giỏi, thấm nghĩa duy tâm, mà ông đã chứng minh trong suốt sự nghiệp lâu dài và sự hiệu biết của mình như là một nhà thơ trữ tình, kịch, tiểu thuyết gia, nhà văn truyện ngắn nổi tiếng thế giới" |
| 1927 |                 | Henri Bergson         | Pháp      | "ghi nhận những ý tưởng phong phú của mình và sinh lực và các kỹ năng tuyệt vời mà họ đã được trình bày" |
| 1958 |                 | Boris Pasternak>      | Nga       | "thành tựu quan trọng của mình cả trong thơ trữ tình đương đại và trong lĩnh vực truyền thống sử thi vĩ đại của Nga" |
| 1966 |                 | Shmuel Yosef Agnon    | Israel    | "cho nghệ thuật kể chuyện đặc trưng sâu sắc của mình với các họa tiết từ cuộc sống của người Do Thái" |
| 1966 |                 | Nelly Sachs           | Thụy Điển | "cho trữ tình và kịch tính văn bản nổi bật của cô, mà giải thích số phận của Israel với sức cảm động" |
| 1976 |                 | Saul Bellow           | Hoa Kỳ    | "cho sự hiểu biết của con người và phân tích tinh tế của văn hóa đương đại được kết hợp trong công việc của mình" |
| 1978 |                 | Isaac Bashevis Singer | Hoa Kỳ    | "cho nghệ thuật tự sự say mê của mình mà, có gốc rễ trong truyền thống văn hoá Ba Lan-Do Thái, mang lại điều kiện con người phổ quát cho cuộc sống"                                                                                      |
| 1981 |                 | Elias Canetti         | Anh       | "vì các tác phẩm đánh dấu bằng một cái nhìn rộng lớn, một sự giàu có của những ý tưởng và sức mạnh nghệ thuật" |
| 1987 |                 | Joseph Brodsky        | Hoa Kỳ    | "cho một tác giả bao trùm tất cả, thấm nhuần sự rõ ràng của tư tưởng và cường độ thi ca" |
| 1991 |                 | Nadine Gordimer       | Nam Phi   | "người thông qua văn bản hùng ca hoành tráng của cô đã - theo lời của Alfred Nobel - được các lợi ích rất lớn cho nhân loại" |
| 2002 |                 | Imre Kertész          | Hungary   | "cho văn bản mà đề cao kinh nghiệm mong manh của cá nhân đối với các độc đoán man rợ của lịch sử" |
| 2004 |                 | Elfriede Jelinek      | Áo        | "cho dòng chảy âm nhạc của cô trong tiếng nói và phản tiếng nói trong tiểu thuyết và chơi mà với lòng nhiệt thành ngôn ngữ phi thường bộc lộ sự phi lý của lời nói sáo rỗng của xã hội và sức mạnh chinh phục của họ"                    |
| 2005 |                 | Harold Pinter         | Anh       | "người trong vở kịch của ông phát hiện ra các vách dưới tiếng nói của trẻ con hàng ngày và các lực lượng nhập vào phòng kín áp bức của"                                                                                                  |
| 2014 |                 | Patrick Modiano       | Pháp      | "cho nghệ thuật của bộ nhớ mà ông đã khơi dậy những số phận con người khó hiểu nhất và khám phá cuộc sống trong thế giới của sự chiếm đóng"                                                                                              |

## Hóa học
| Năm  | Người nhận giải                  | Người nhận giải       | Quốc gia            | Cơ sở lý luận |
| ---- | -------------------------------- | --------------------- | ------------------- | --- |
| 1905 |                                  | Adolf von Baeyer      | Đức                 | "[cho] sự tiến bộ của hóa học hữu cơ và các ngành công nghiệp hóa chất, thông qua công việc của mình trên thuốc nhuộm hữu cơ và hợp chất nguyên tử khác"             |
| 1906 |                                  | Henri Moissan         | Pháp                | "[cho mình] điều tra và bị cô lập của phần tử flo, và cho [các] lò điện có tên gọi sau khi ông"                                                                      |
| 1910 |                                  | Otto Wallach          | Đức                 | "[cho] dịch vụ của mình đến hóa học hữu cơ và các ngành công nghiệp hóa chất của công việc tiên phong của mình trong lĩnh vực hợp chất alicyclic"                    |
| 1915 |                                  | Richard Willstätter   | Đức                 | "cho nghiên cứu của mình về sắc tố thực vật, đặc biệt là chất diệp lục"                                                                                              |
| 1918 |                                  | Fritz Haber           | Đức                 | "để tổng hợp amonia từ các yếu tố của nó" |
| 1943 |                                  | George de Hevesy      | Hungary             | "cho công việc của mình về việc sử dụng các chất đồng vị là chất đánh dấu trong nghiên cứu các quá trình hóa học"                                                    |
| 1961 | Melvin Calvin                    | Melvin Calvin         | Hoa Kỳ              | "cho nghiên cứu của mình trên dioxide carbon trong các nhà máy đồng hóa"                                                                                             |
| 1962 |                                  | Max Perutz            | Anh                 | "cho các nghiên cứu của họ về các cấu trúc của protein hình cầu" |
| 1972 | Christian B. Anfinsen            | Christian B. Anfinsen | Hoa Kỳ              | "cho công việc của mình trên ribonuclease, đặc biệt là liên quan đến việc kết nối giữa các chuỗi amino acid và cấu tạo hoạt tính sinh học"                           |
| 1972 |                                  | William Howard Stein  | Hoa Kỳ              | "cho những đóng góp của họ vào sự hiểu biết của các kết nối giữa các cấu trúc hóa học và hoạt tính xúc tác của các trung tâm hoạt động của các phân tử ribonuclease" |
| 1977 | Tập tin:Ilya Prigogine.jpg       | Ilya Prigogine        | Bỉ                  | "cho những đóng góp của ông cho nhiệt động lực học không cân bằng, đặc biệt là các lý thuyết về cấu trúc tiêu tán"                                                   |
| 1979 | Tập tin:William Howard Stein.jpg | Herbert C. Brown      | Hoa Kỳ              | "cho sự phát triển của họ về việc sử dụng các boron- và phosphor có chứa hợp chất tương ứng, vào thuốc thử quan trọng trong tổng hợp hữu cơ"                         |
| 1980 |                                  | Paul Berg             | Hoa Kỳ              | "cho nghiên cứu cơ bản của ông về sinh hóa của axit nucleic, có liên quan đặc biệt đến tái tổ hợp DNA-"                                                              |
| 1980 | Walter Gilbert                   | Walter Gilbert        | Hoa Kỳ              | "cho những đóng góp của họ liên quan đến việc xác định trình tự cơ sở trong axit nucleic"                                                                            |
| 1981 |                                  | Roald Hoffmann        | Hoa Kỳ              | "cho lý thuyết của họ, phát triển độc lập, liên quan đến quá trình phản ứng hóa học"                                                                                 |
| 1982 |                                  | Aaron Klug            | Anh                 | "cho sự phát triển của mình hiển vi điện tử tinh thể và giải thích cấu trúc của các phức hợp axit nucleic protein sinh học quan trọng"                               |
| 1985 | Jerome Karle                     | Jerome Karle          | Hoa Kỳ              | "thành tích xuất sắc trong việc phát triển các phương pháp trực tiếp để xác định cấu trúc tinh thể"                                                                  |
| 1985 | Herbert Hauptman                 | Herbert A. Hauptman   | Hoa Kỳ              | "thành tích xuất sắc trong việc phát triển các phương pháp trực tiếp để xác định cấu trúc tinh thể"                                                                  |
| 1989 |                                  | Sidney Altman         | Canada Hoa Kỳ       | "cho khám phá của họ về tính chất xúc tác của RNA" |
| 1992 |                                  | Rudolph A. Marcus     | Hoa Kỳ              | "với những đóng góp cho lý thuyết về phản ứng chuyển điện tử trong hệ thống hóa học"                                                                                 |
| 1994 | George Andrew Olah               | George Andrew Olah    | Hungary             | "những đóng góp cho hóa cacbocation" |
| 1996 |                                  | Harry Kroto           | Anh                 | "cho việc khám phá fullerene" |
| 1998 | Walter Kohn                      | Walter Kohn           | Hoa Kỳ              | "cho sự phát triển của ông về lý thuyết mật độ chức năng" |
| 2000 |                                  | Alan J. Heeger        | Hoa Kỳ              | "cho việc phát hiện và phát triển của polymer dẫn điện" |
| 2004 |                                  | Aaron Ciechanover     | [[Israel]]          | "cho sự phát hiện của sự xuống cấp protein ubiquitin qua trung gian"                                                                                                 |
| 2004 |                                  | Avram Hershko         | Israel              | "cho sự phát hiện của sự xuống cấp protein ubiquitin qua trung gian"                                                                                                 |
| 2004 |                                  | Irwin Rose            | Hoa Kỳ              | "cho sự phát hiện của sự xuống cấp protein ubiquitin qua trung gian"                                                                                                 |
| 2006 |                                  | Roger D. Kornberg     | Hoa Kỳ              | "cho các nghiên cứu của ông về cơ sở phân tử của sao chép nhân điển hình"                                                                                            |
| 2008 |                                  | Martin Chalfie        | Hoa Kỳ              | "cho việc phát hiện và phát triển của các protein huỳnh quang màu xanh lá cây, GFP".                                                                                 |
| 2009 |                                  | Ada Yonath            | Israel              | "cho các nghiên cứu về cấu trúc và chức năng của ribosome" |
| 2011 |                                  | Dan Shechtman         | Israel              | "cho sự phát hiện của quasicrystals" |
| 2012 |                                  | Robert Lefkowitz      | Hoa Kỳ              | "cho nghiên cứu của G-protein-coupled thụ" |
| 2013 |                                  | Arieh Warshel         | Israel              | "cho sự phát triển của các mô hình multiscale cho các hệ thống phức tạp hóa"                                                                                         |
| 2013 |                                  | Michael Levitt        | Hoa Kỳ, Anh, Israel | "cho sự phát triển của các mô hình multiscale cho các hệ thống phức tạp hóa"                                                                                         |
| 2013 |                                  | Martin Karplus        | Hoa Kỳ, Áo          | "cho sự phát triển của các mô hình multiscale cho các hệ thống phức tạp hóa"                                                                                         |

## Sinh lý và Y học
| Năm  | Người nhận giải                   | Người nhận giải           | Quốc gia         | Cơ sở lý luận |
| ---- | --------------------------------- | ------------------------- | ---------------- | --- |
| 1908 |                                   | Élie Metchnikoff          | Nga              | "in recognition of their work on immunity" |
| 1908 |                                   | Paul Ehrlich              | Đức              | "in recognition of their work on immunity" |
| 1914 |                                   | Robert Bárány             | Áo-Hungary       | "for his work on the physiology and pathology of the vestibular apparatus"                                                                                           |
| 1922 |                                   | Otto Fritz Meyerhof       | Đức              | "for his discovery of the fixed relationship between the consumption of oxygen and the metabolism of lactic acid in the muscle"                                      |
| 1930 |                                   | Karl Landsteiner          | Áo               | "for his discovery of human blood groups" |
| 1931 |                                   | Otto Heinrich Warburg     | Đức              | "for his discovery of the nature and mode of action of the respiratory enzyme"                                                                                       |
| 1936 |                                   | Otto Loewi                | Áo               | "for their discoveries relating to chemical transmission of nerve impulses"                                                                                          |
| 1944 |                                   | Joseph Erlanger           | Hoa Kỳ           | "for their discoveries relating to the highly differentiated functions of single nerve fibres"                                                                       |
| 1944 | Herbert Spencer Gasser            |                           | Hoa Kỳ           | "for their discoveries relating to the highly differentiated functions of single nerve fibres"                                                                       |
| 1945 |                                   | Ernst Boris Chain         | Anh              | "for the discovery of penicillin and its curative effect in various infectious diseases"                                                                             |
| 1946 | Tập tin:Hermann Joseph Muller.jpg | Hermann Joseph Muller     | Hoa Kỳ           | "for the discovery of the production of mutations by means of X-ray irradiation"                                                                                     |
| 1947 |                                   | Gerty Cori                | Hoa Kỳ           | "for their discovery of the course of the catalytic conversion of glycogen"                                                                                          |
| 1950 |                                   | Tadeusz Reichstein        | Thuỵ Sĩ / Ba Lan | "for their discoveries relating to the hormones of the adrenal cortex, their structure and biological effects"                                                       |
| 1952 |                                   | Selman Waksman            | Hoa Kỳ           | "for his discovery of streptomycin, the first antibiotic effective against tuberculosis"                                                                             |
| 1953 |                                   | Hans Adolf Krebs          | Anh              | "for his discovery of the citric acid cycle" |
| 1953 |                                   | Fritz Albert Lipmann      | Hoa Kỳ           | "for his discovery of co-enzyme A and its importance for intermediary metabolism"                                                                                    |
| 1958 |                                   | Joshua Lederberg          | Hoa Kỳ           | "for his discoveries concerning genetic recombination and the organization of the genetic material of bacteria"                                                      |
| 1959 |                                   | Arthur Kornberg           | Hoa Kỳ           | "for their discovery of the mechanisms in the biological synthesis of ribonucleic acid và deoxyribonucleic acid"                                                     |
| 1964 |                                   | Konrad Emil Bloch         | Hoa Kỳ           | "for their discoveries concerning the mechanism and regulation of the cholesterol và fatty acid metabolism"                                                          |
| 1965 |                                   | François Jacob            | Pháp             | "for their discoveries concerning genetic control of enzyme và virus synthesis"                                                                                      |
| 1965 | André Michel Lwoff                |                           | Pháp             | "for their discoveries concerning genetic control of enzyme và virus synthesis"                                                                                      |
| 1967 |                                   | George Wald               | Hoa Kỳ           | "for their discoveries concerning the primary physiological and chemical visual processes in the eye"                                                                |
| 1968 |                                   | Marshall Warren Nirenberg | Hoa Kỳ           | "for their interpretation of the genetic code and its function in protein synthesis"                                                                                 |
| 1969 |                                   | Salvador Luria            | Hoa Kỳ, Ý        | "for their discoveries concerning the replication mechanism and the genetic structure of viruses"                                                                    |
| 1970 |                                   | Julius Axelrod            | Hoa Kỳ           | "for their discoveries concerning the humoral transmittors in the nerve terminals and the mechanism for their storage, release and inactivation"                     |
| 1970 |                                   | Bernard Katz              | Anh              | "for their discoveries concerning the humoral transmittors in the nerve terminals and the mechanism for their storage, release and inactivation"                     |
| 1972 |                                   | Gerald Edelman            | Hoa Kỳ           | "for their discoveries concerning the chemical structure of antibodies"                                                                                              |
| 1975 |                                   | David Baltimore           | Hoa Kỳ           | "for their discoveries concerning the interaction between tumor viruses and the genetic material of the cell"                                                        |
| 1975 |                                   | Howard Martin Temin       | Hoa Kỳ           | "for their discoveries concerning the interaction between tumor viruses and the genetic material of the cell"                                                        |
| 1976 |                                   | Baruch Samuel Blumberg    | Hoa Kỳ           | "for their discoveries concerning new mechanisms for the origin and dissemination of infectious diseases"                                                            |
| 1977 |                                   | Andrew Schally            | Hoa Kỳ           | "for their discoveries concerning the peptide hormone production of the brain"                                                                                       |
| 1977 |                                   | Rosalyn Sussman Yalow     | Hoa Kỳ           | "for the development of radioimmunoassays of peptide hormones" |
| 1978 |                                   | Daniel Nathans            | Hoa Kỳ           | "for the discovery of restriction enzymes and their application to problems of molecular genetics"                                                                   |
| 1980 |                                   | Baruj Benacerraf          | Hoa Kỳ           | "for their discoveries concerning genetically determined structures on the cell surface that regulate immunological reactions"                                       |
| 1984 |                                   | César Milstein            | Argentina        | "for theories concerning the specificity in development and control of the immune system and the discovery of the principle for production of monoclonal antibodies" |
| 1985 |                                   | Michael Stuart Brown      | Hoa Kỳ           | "for their discoveries concerning the regulation of cholesterol metabolism"                                                                                          |
| 1985 |                                   | Joseph L. Goldstein       | Hoa Kỳ           | "for their discoveries concerning the regulation of cholesterol metabolism"                                                                                          |
| 1986 |                                   | Stanley Cohen             | Hoa Kỳ           | "for their discoveries of growth factors" |
| 1986 |                                   | Rita Levi-Montalcini      | Ý                | "for their discoveries of growth factors" |
| 1988 |                                   | Gertrude B. Elion         | Hoa Kỳ           | "for their discoveries of important principles for drug treatment"                                                                                                   |
| 1989 |                                   | Harold E. Varmus          | Hoa Kỳ           | "for their discovery of the cellular origin of retroviral oncogenes"                                                                                                 |
| 1994 |                                   | Alfred G. Gilman          | Hoa Kỳ           | "for their discovery of G-proteins and the role of these proteins in signal transduction in cells"                                                                   |
| 1994 | Martin Rodbell                    |                           | Hoa Kỳ           | "for their discovery of G-proteins and the role of these proteins in signal transduction in cells"                                                                   |
| 1997 |                                   | Stanley B. Prusiner       | Hoa Kỳ           | "for his discovery of prions – a new biological principle of infection"                                                                                              |
| 1998 |                                   | Robert F. Furchgott       | Hoa Kỳ           | "for their discoveries concerning nitric oxit as a signalling molecule in the cardiovascular system"                                                                 |
| 2000 |                                   | Paul Greengard            | Hoa Kỳ           | "for their discoveries concerning signal transduction in the nervous system"                                                                                         |
| 2000 |                                   | Eric Kandel               | Hoa Kỳ           | "for their discoveries concerning signal transduction in the nervous system"                                                                                         |
| 2002 |                                   | Sydney Brenner            | Anh              | "for their discoveries concerning 'genetic regulation of organ development and programmed cell death'"                                                               |
| 2002 |                                   | H. Robert Horvitz         | Hoa Kỳ           | "for their discoveries concerning 'genetic regulation of organ development and programmed cell death'"                                                               |
| 2004 |                                   | Richard Axel              | Hoa Kỳ           | "for their discoveries of odorant receptors and the organization of the olfactory system"                                                                            |
| 2006 |                                   | Andrew Fire               | Hoa Kỳ           | "for his discovery of RNA interference – gene silencing by double-stranded RNA"                                                                                      |
| 2011 |                                   | Ralph M. Steinman         | Canada           | for "his discovery of the dendritic cell and its role in adaptive immunity"                                                                                          |
| 2011 |                                   | Bruce Beutler             | Hoa Kỳ           | "for their discoveries concerning the activation of innate immunity"                                                                                                 |
| 2013 |                                   | James E. Rothman          | Hoa Kỳ           | for "their discoveries of machinery regulating vesicle traffic, a major transport system in our cells"                                                               |
| 2013 |                                   | Randy Schekman            | Hoa Kỳ           | for "their discoveries of machinery regulating vesicle traffic, a major transport system in our cells"                                                               |

## Vật Lý
| Năm  | Người nhận giải          | Người nhận giải              | Quốc gia      | Cơ sở lý luận |
| ---- | ------------------------ | ---------------------------- | ------------- | --- |
| 1907 |                          | Albert A. Michelson          | Hoa Kỳ        | "for his optical precision instruments and the spectroscopic and metrological investigations carried out with their aid" |
| 1908 |                          | Gabriel Lippmann             | Pháp          | "for his method of reproducing colours photographically based on the phenomenon of interference" |
| 1921 |                          | Albert Einstein              | Đức           | "for his services to Theoretical Physics, and especially for his discovery of the law of the photoelectric effect" |
| 1922 |                          | Niels Bohr                   | Đan Mạch      | "for his services in the investigation of the structure of atoms and of the radiation emanating from them" |
| 1925 |                          | James Franck                 | Đức           | "for their discovery of the laws governing the impact of an electron upon an atom" |
| 1925 |                          | Gustav Hertz                 | Đức           | "for their discovery of the laws governing the impact of an electron upon an atom" |
| 1943 |                          | Otto Stern                   | Hoa Kỳ        | "for his contribution to the development of the molecular ray method and his discovery of the magnetic moment of the proton" |
| 1944 |                          | Isidor Isaac Rabi            | Hoa Kỳ        | "for his resonance method for recording the magnetic properties of atomic nuclei" |
| 1945 |                          | Wolfgang Pauli               | Áo            | "for the discovery of the Exclusion Principle, also called the Pauli principle" |
| 1952 |                          | Felix Bloch                  | Hoa Kỳ        | "for their development of new methods for nuclear magnetic precision measurements and discoveries in connection therewith" |
| 1954 |                          | Max Born                     | Anh           | "for his fundamental research in quantum mechanics, especially for his statistical interpretation of the wavefunction" |
| 1958 |                          | Ilya Frank                   | Nga           | "for the discovery and the interpretation of the Cherenkov effect" |
| 1959 |                          | Emilio Gino Segrè            | Ý             | "for their discovery of the antiproton" |
| 1960 |                          | Donald A. Glaser             | Hoa Kỳ        | "for the invention of the bubble chamber" |
| 1961 |                          | Robert Hofstadter            | Hoa Kỳ        | "for his pioneering studies of electron scattering in atomic nuclei and for his thereby achieved discoveries concerning the structure of the nucleons" |
| 1962 |                          | Lev Landau                   | Nga           | "for his pioneering theories for condensed matter, especially liquid helium" |
| 1963 |                          | Eugene Wigner                | Hoa Kỳ        | "for his contributions to the theory of the atomic nucleus and the elementary particles, particularly through the discovery and application of fundamental symmetry principles" |
| 1965 |                          | Richard Feynman              | Hoa Kỳ        | "for their fundamental work in quantum electrodynamics, with deep-ploughing consequences for the physics of elementary particles" |
| 1965 |                          | Julian Schwinger             | Hoa Kỳ        | "for their fundamental work in quantum electrodynamics, with deep-ploughing consequences for the physics of elementary particles" |
| 1967 |                          | Hans Bethe                   | Hoa Kỳ        | "for his contributions to the theory of nuclear reactions, especially his discoveries concerning the energy production in stars" |
| 1969 |                          | Murray Gell-Mann             | Hoa Kỳ        | "for his contributions and discoveries concerning the classification of elementary particles and their interactions" |
| 1971 | Tập tin:Dennis Gabor.jpg | Dennis Gabor                 | Anh           | "for his invention and development of the holographic method" |
| 1972 |                          | Leon Cooper                  | Hoa Kỳ        | "for his jointly developed theory of superconductivity, usually called the BCS-theory" |
| 1973 |                          | Brian David Josephson        | Anh           | "for his theoretical predictions of the properties of a supercurrent through a tunnel barrier, in particular those phenomena which are generally known as the Josephson effect" |
| 1975 |                          | Ben Roy Mottelson            | Đan Mạch      | "for the discovery of the connection between collective motion and particle motion in atomic nuclei and the development of the theory of the structure of the atomic nucleus based on this connection"                                                                                            |
| 1976 |                          | Burton Richter               | Hoa Kỳ        | "for his pioneering work in the discovery of a heavy elementary particle of a new kind" |
| 1978 |                          | Arno Allan Penzias           | Hoa Kỳ        | "for his discovery of cosmic microwave background radiation" |
| 1979 |                          | Sheldon Lee Glashow          | Hoa Kỳ        | "for their contributions to the theory of the unified weak and electromagnetic interaction between elementary particles, including, inter alia, the prediction of the weak neutral current" |
| 1979 |                          | Steven Weinberg              | Hoa Kỳ        | "for their contributions to the theory of the unified weak and electromagnetic interaction between elementary particles, including, inter alia, the prediction of the weak neutral current" |
| 1987 |                          | Karl Alexander Müller        | Switzerland   | "for their important breakthrough in the discovery of superconductivity in ceramic materials" |
| 1988 |                          | Leon M. Lederman             | Hoa Kỳ        | "for the neutrino beam method and the demonstration of the doublet structure of the leptons through the discovery of the muon neutrino" |
| 1988 |                          | Melvin Schwartz              | Hoa Kỳ        | "for the neutrino beam method and the demonstration of the doublet structure of the leptons through the discovery of the muon neutrino" |
| 1988 |                          | Jack Steinberger             | Hoa Kỳ        | "for the neutrino beam method and the demonstration of the doublet structure of the leptons through the discovery of the muon neutrino" |
| 1990 |                          | Jerome Isaac Friedman        | Hoa Kỳ        | "for his pioneering investigations concerning deep inelastic scattering of electrons on protons and bound neutrons, which have been of essential importance for the development of the quark model in particle physics"                                                                           |
| 1992 |                          | Georges Charpak              | Pháp / Ba Lan | "for his invention and development of particle detectors, in particular the multiwire proportional chamber" |
| 1995 |                          | Martin Lewis Perl            | Hoa Kỳ        | "for the discovery of the tau lepton" and "for pioneering experimental contributions to lepton physics" |
| 1995 |                          | Frederick Reines             | Hoa Kỳ        | "for the detection of the neutrino" and "for pioneering experimental contributions to lepton physics" |
| 1996 |                          | David Morris Lee             | Hoa Kỳ        | "for their discovery of superfluidity in helium-3" |
| 1996 |                          | Douglas D. Osheroff          | Hoa Kỳ        | "for their discovery of superfluidity in helium-3" |
| 1997 |                          | Claude Cohen-Tannoudji       | Pháp          | "for development of methods to cool and trap atoms with laser light" |
| 2000 |                          | Zhores Alferov               | Nga           | "for developing semiconductor heterostructures used in high-speed- and optoelectronics" |
| 2003 |                          | Alexei Alexeyevich Abrikosov | Nga Hoa Kỳ    | "for pioneering contributions to the theory of superconductors and superfluids" |
| 2003 |                          | Vitaly Ginzburg              | Nga           | "for pioneering contributions to the theory of superconductors and superfluids" |
| 2004 |                          | David Gross                  | Hoa Kỳ        | "for the discovery of asymptotic freedom in the theory of the strong interaction" |
| 2004 |                          | H. David Politzer            | Hoa Kỳ        | "for the discovery of asymptotic freedom in the theory of the strong interaction" |
| 2005 |                          | Roy J. Glauber               | Hoa Kỳ        | "for his contribution to the quantum theory of optical coherence" |
| 2011 |                          | Adam Riess                   | Hoa Kỳ        | "for providing evidence that the expansion of the universe is accelerating" |
| 2011 |                          | Saul Perlmutter              | Hoa Kỳ        | "for providing evidence that the expansion of the universe is accelerating" |
| 2012 |                          | Serge Haroche                | Pháp          | "for ground-breaking experimental methods that enable measuring and manipulation of individual quantum systems" |
| 2013 |                          | François Englert             | Bỉ            | "for the theoretical discovery of a mechanism that contributes to our understanding of the origin of mass of subatomic particles, and which recently was confirmed through the discovery of the predicted fundamental particle, by the ATLAS and CMS experiments at CERN's Large Hadron Collider" |

## Hòa Bình
| Năm  | Người đạt giải | Người đạt giải             | Quốc gia   | Cơ sở lý luận |
| ---- | -------------- | -------------------------- | ---------- | --- |
| 1911 |                | Tobias Michael Carel Asser | Hà Lan     | "Initiator of the Conferences on International Private Law at the Hague; Cabinet Minister; Lawyer"                                                                           |
| 1911 |                | Alfred Hermann Fried       | Áo         | "Journalist; Founder of Die Friedenswarte" |
| 1968 |                | René Cassin                | Pháp       | "President of the European Court for Human Rights" |
| 1973 |                | Henry A. Kissinger         | Hoa Kỳ     | "For the 1973 Paris agreement intended to bring about a cease-fire in the Vietnam War and a withdrawal of the American forces"                                               |
| 1978 |                | Menachem Begin             | Israel     | "for the Camp David Agreement, which brought about a negotiated peace between Egypt and Israel"                                                                              |
| 1986 |                | Elie Wiesel                | Hoa Kỳ     | "Chairman of "The President's Commission on the Holocaust"" |
| 1994 |                | Yitzhak Rabin              | Israel     | "to honour a political act which called for great courage on both sides, and which has opened up opportunities for a new development towards fraternity in the Middle East." |
| 1994 |                | Shimon Peres               | Israel     | "to honour a political act which called for great courage on both sides, and which has opened up opportunities for a new development towards fraternity in the Middle East." |
| 1995 |                | Joseph Rotblat             | Anh Ba Lan | "for his efforts to diminish the part played by nuclear arms in international politics and, in the longer run, to eliminate such arms"                                       |

## Kinh Tế
| Năm  | Người nhận giải | Người nhận giải    | Quốc gia       | Cơ sở lý luận |
| ---- | --------------- | ------------------ | -------------- | --- |
| 1970 |                 | Paul Samuelson     | Hoa Kỳ         | "cho việc phát triển các lý luận kinh tế tĩnh và động, nâng phân tích kinh tế lên một tầm cao mới"                                                                                        |
| 1971 |                 | Simon Kuznets      | Hoa Kỳ         | "cho việc xây dựng nền tảng thực nghiệm về lý luận tăng trưởng kinh tế cho phép quan sát các cơ cấu kinh tế và xã hội, quan sát quá trình phát triển bằng phương pháp mới và sâu sắc hơn" |
| 1972 |                 | Kenneth Arrow      | Hoa Kỳ         | "cho những đóng góp mang tính tiên phong vào lý luận cân bằng kinh tế tổng thể và phúc lợi kinh tế."                                                                                      |
| 1973 |                 | Wassily Leontief   | Nga Đức Hoa Kỳ | "cho việc phát triển phương pháp đầu vào-đầu ra và ứng dụng nó cho những vấn đề kinh tế quan trọng"                                                                                       |
| 1975 |                 | Leonid Kantorovich | Nga            | "cho những đóng góp lớn lao vào lý luận phân bổ tối ưu nguồn lực kinh tế" |
| 1976 |                 | Milton Friedman    | Hoa Kỳ         | "for his achievements in the fields of consumption analysis, monetary history and theory and for his demonstration of the complexity of stabilization policy"                             |
| 1978 |                 | Herbert A. Simon   | Hoa Kỳ         | "for his pioneering research into the decision-making process within economic organizations"                                                                                              |
| 1980 |                 | Lawrence Klein     | Hoa Kỳ         | "for the creation of econometric models and the application to the analysis of economic fluctuations and economic policies"                                                               |
| 1985 |                 | Franco Modigliani  | Ý Hoa Kỳ       | "for his pioneering analyses of saving and of financial markets" |
| 1987 |                 | Robert Solow       | Hoa Kỳ         | "for his contributions to the theory of economic growth"" |
| 1990 |                 | Harry Markowitz    | Hoa Kỳ         | "for their pioneering work in the theory of financial economics"" |
| 1990 |                 | Merton Miller      | Hoa Kỳ         | "for their pioneering work in the theory of financial economics"" |
| 1992 |                 | Gary Becker        | Hoa Kỳ         | "for having extended the domain of microeconomic analysis to a wide range of human behaviour and interaction, including nonmarket behaviour""                                             |
| 1993 |                 | Robert Fogel       | Hoa Kỳ         | "for having renewed research in economic history by applying economic theory and quantitative methods in order to explain economic and institutional change"                              |
| 1994 |                 | John Harsanyi      | Hungary        | "for their pioneering analysis of equilibria in the theory of non-cooperative games" |
| 1997 |                 | Myron Scholes      | Canada         | "for a new method to determine the value of derivatives" |
| 2001 |                 | Joseph Stiglitz    | Hoa Kỳ         | "for their analyses of markets with asymmetric information" |
| 2001 |                 | George Akerlof     | Hoa Kỳ         | "for their analyses of markets with asymmetric information" |
| 2002 |                 | Daniel Kahneman    | Israel Hoa Kỳ  | "for having integrated insights from psychological research into economic science, especially concerning human judgment and decision-making under uncertainty"                            |
| 2005 |                 | Robert Aumann      | Israel Hoa Kỳ  | "for having enhanced our understanding of conflict and cooperation through game-theory analysis"                                                                                          |
| 2007 |                 | Leonid Hurwicz     | Hoa Kỳ Ba Lan  | "For having laid the foundations of mechanism design theory" |
| 2007 |                 | Eric Maskin        | Hoa Kỳ         | "For having laid the foundations of mechanism design theory" |
| 2007 |                 | Roger Myerson      | Hoa Kỳ         | "For having laid the foundations of mechanism design theory" |
| 2008 |                 | Paul Krugman       | Hoa Kỳ         | "for his analysis of trade patterns and location of economic activity" |
| 2010 |                 | Peter Diamond      | Hoa Kỳ         | "for his analysis of markets with search frictions" |
| 2012 |                 | Alvin E. Roth      | Hoa Kỳ         | "for the theory of stable allocations and the practice of market design" |

## Các danh sách giải Nobel khác
- Danh sách người Châu Á đoạt giải Nobel
- Danh sách người đoạt giải Nobel Vật lý
- Danh sách người đoạt giải Nobel Hóa học
- Danh sách người đoạt giải Nobel Sinh lý học và Y khoa
- Danh sách người đoạt giải Nobel Văn học
- Danh sách người đoạt giải Nobel Hòa bình
- Danh sách người đoạt giải Nobel Kinh tế
- Danh sách người da đen đoạt giải Nobel
- Danh sách người Hồi Giáo đoạt giải Nobel
- Danh sách người Kitô giáo đoạt giải Nobel
- Danh sách phụ nữ đoạt giải Nobel
- Danh sách người Do Thái đoạt giải Nobel